# Eva Kuhlefelt-Ekelund

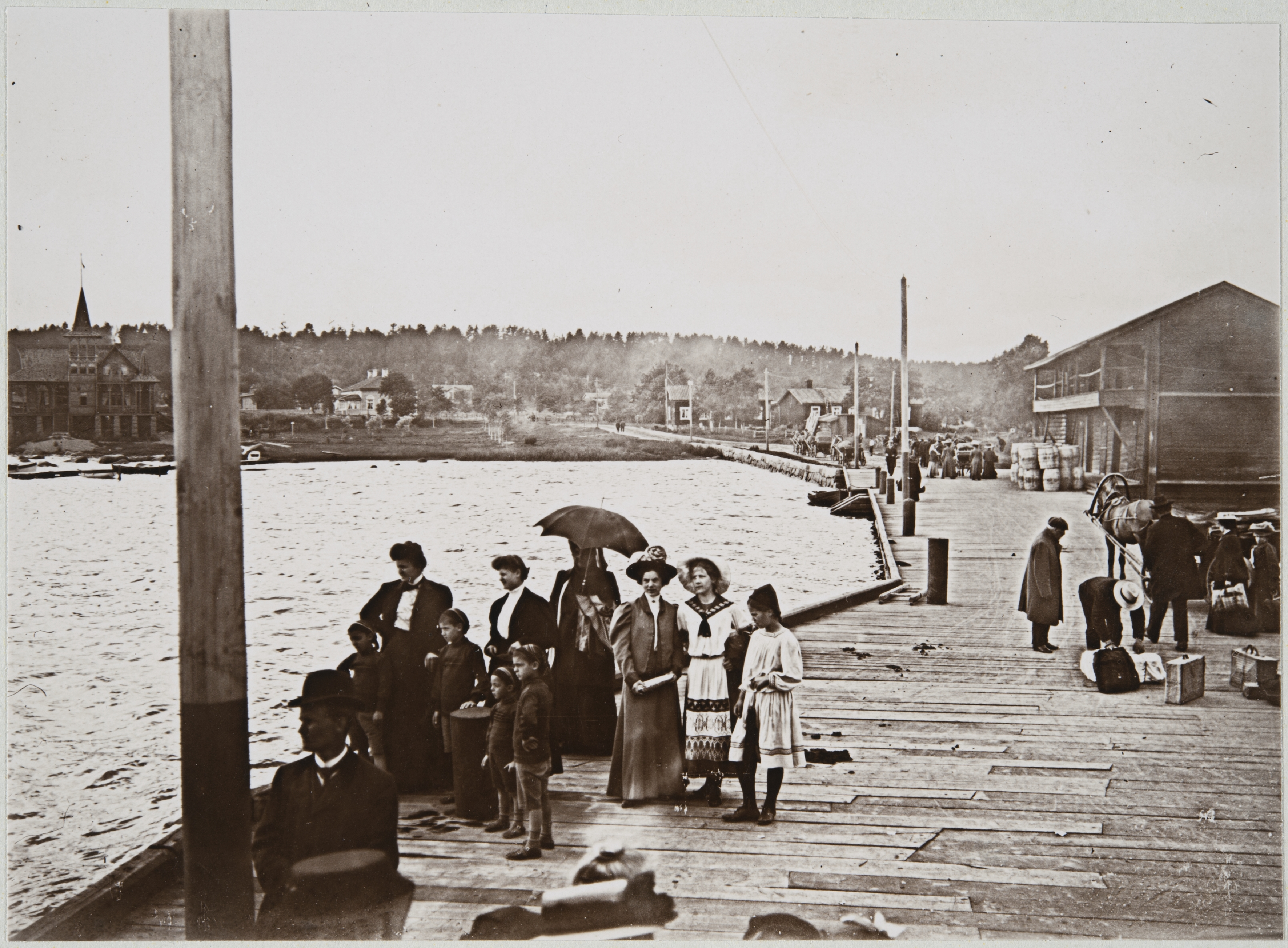
Greta (geb. 1887), Eva (geb. 1892) und Ellen (geb. 1897) Kuhlefelt an der Hafenmole, 1904

Eva Kuhlefelt-Ekelund (* 5. September 1892 in Loviisa; † 7. August 1984 in Helsinki) war eine finnische Architektin.

## Leben und Werk

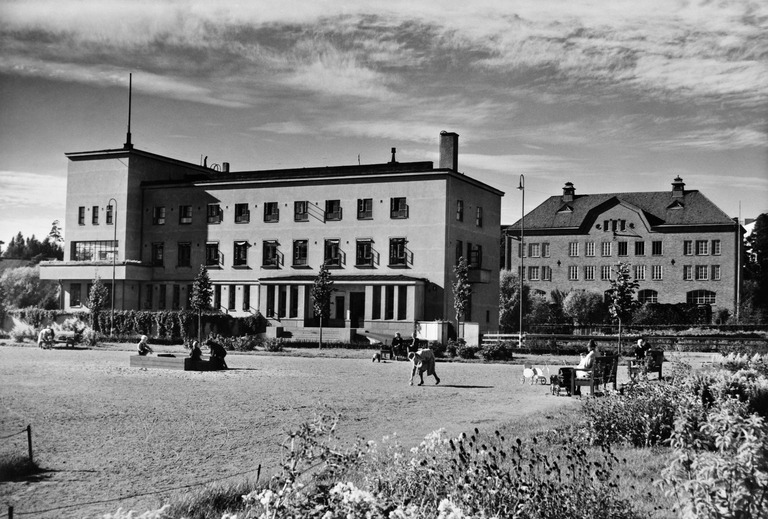
Bürogebäude Folkhälsan, Tavaststjernankatu 7, Helsinki (1942)

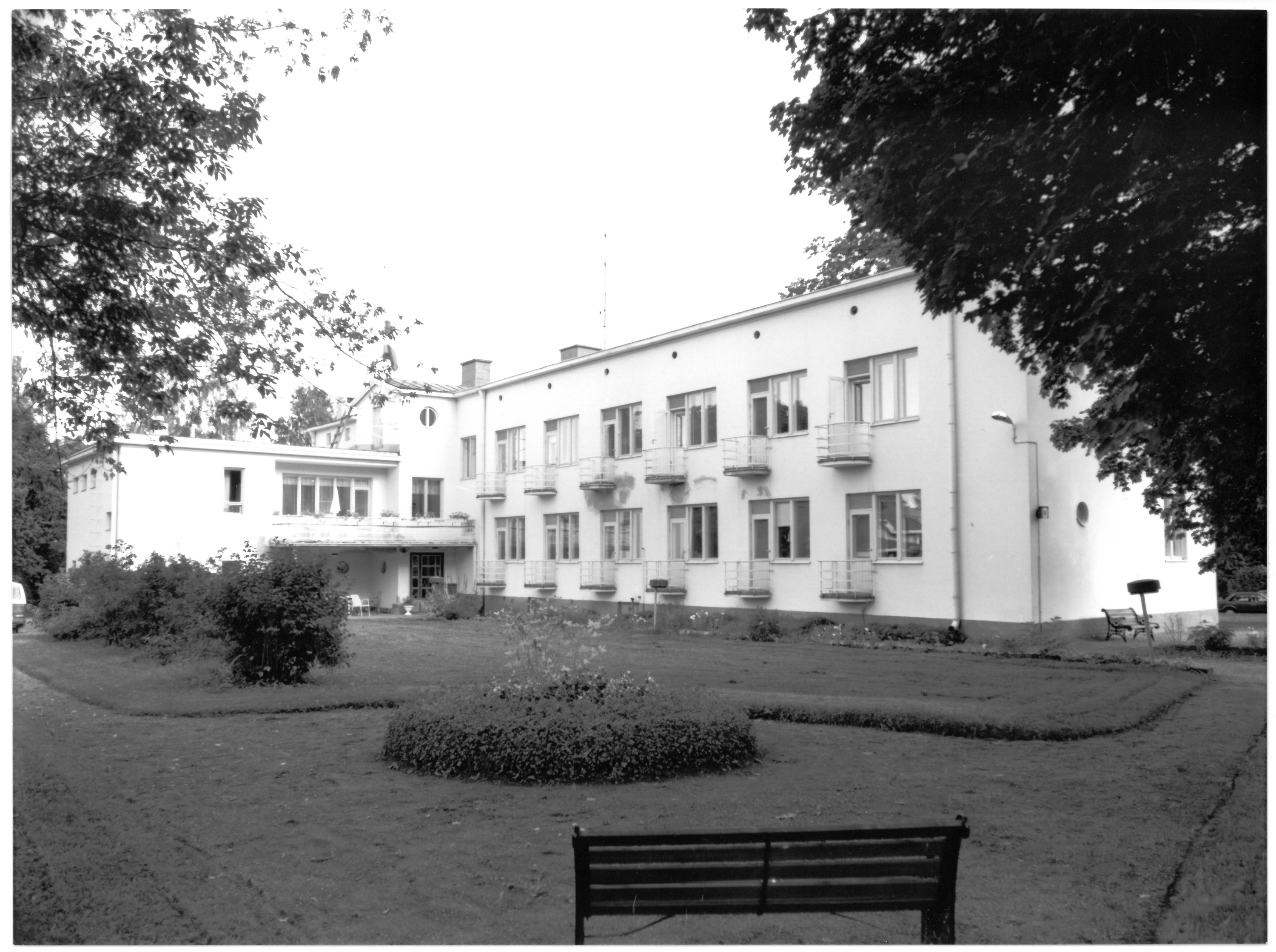
Hamberginkoti Loviisassa (1937–38)

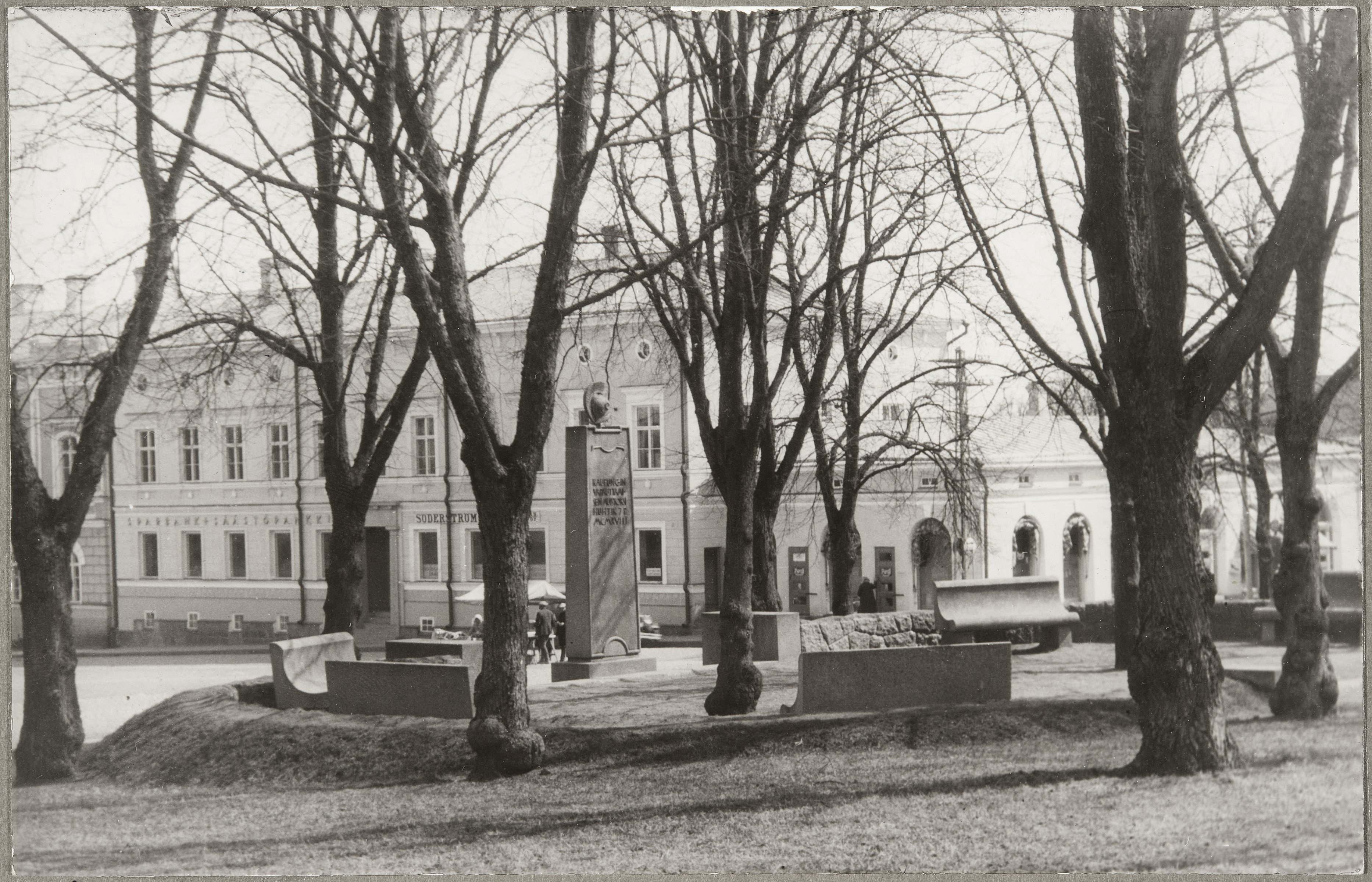
Freiheitsstatue von Loviisa, Gedenken an die deutsche Invasion in Kirkkopuisto (1928)

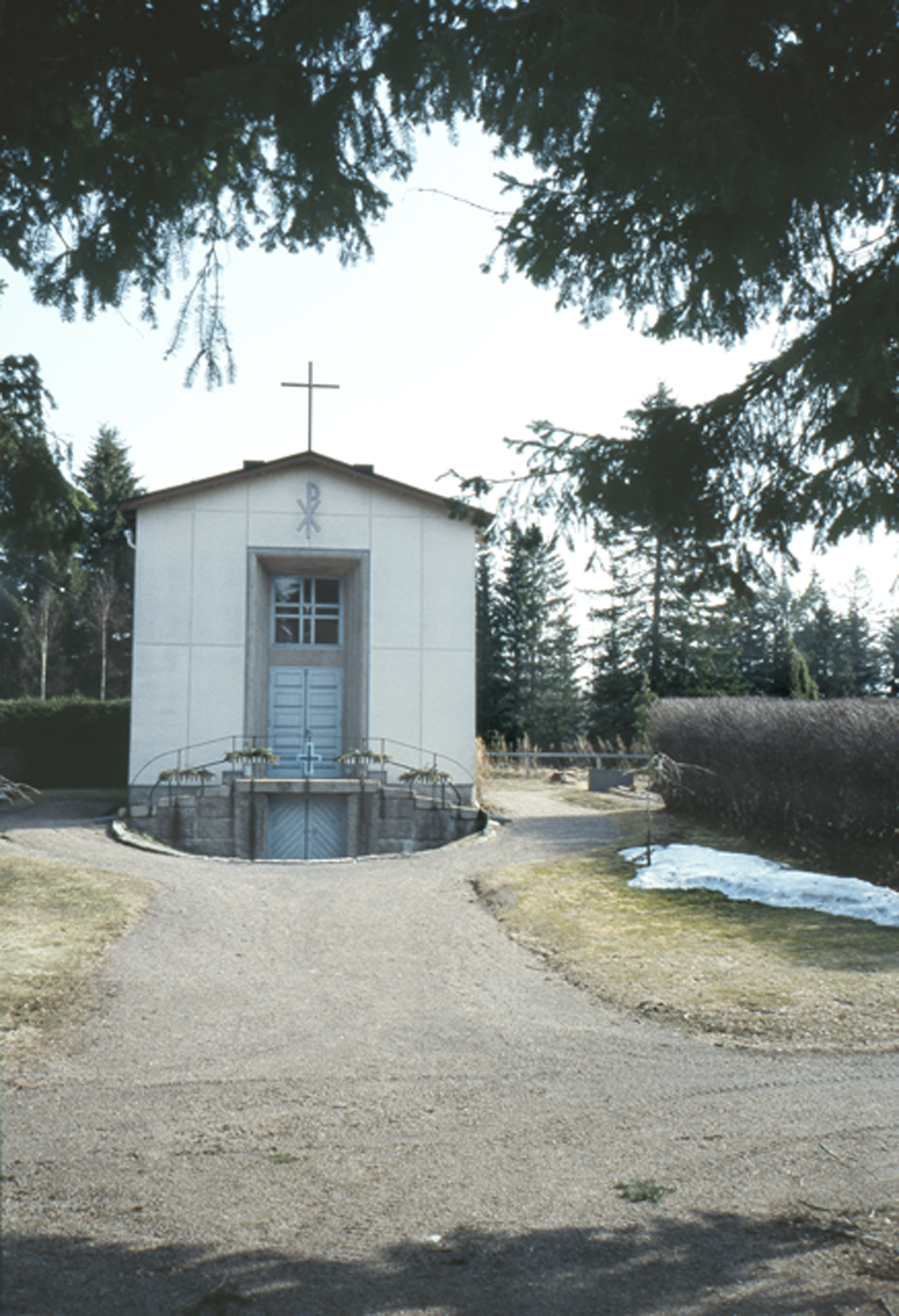
Friedhofskapelle Pernaja (1933)

Die Finnlandschwedin Eva Kuhlefelt wurde als Tochter von Ellen Poppius und George Karl Fridolf Kuhlefelt, dem damaligen Bürgermeister von Lovisa (finnisch Loviisa), geboren. Die Familie zog 1907 nach Schweden, als ihr Vater aufgrund der russischen Repressionen ins Exil geschickt wurde. 1910 kehrte die Familie nach Finnland zurück und ließ sich in Helsinki nieder, wo Eva Kuhlefelt die schwedische Oberschule besuchte. Sie studierte an der Technische Universität Helsinki Architektur. Nach ihrem Abschluss 1916 studierte sie 1919 bis 1921 mit einem Stipendium in Stockholm und arbeitete in Architekturbüros in Stockholm und Helsinki. Sie unternahm Studienreisen nach Skandinavien, Italien und Frankreich. Zusammen mit Elsi Borg und Elsa Arokallio zeichnete und dokumentierte Kuhlefelt Gärten von Herrenhäusern und Schlösser in Schweden. Ihre Zeichnungen wurden 1930 in einem Buch veröffentlicht.
1920 heiratete Eva Kuhlefelt den Architekten Hilding Ekelund, der Kommilitone an der Technischen Universität Helsinki gewesen war und mit dem sie eine Tochter, Ulla Enebäck Ekelund, bekam. Mit ihrem Mann unternahm sie zwischen 1920 und 1922 Studienreisen nach Italien und Frankreich. Die Notizen und Aufzeichnungen der sieben Monate langen Hochzeitsreise nach Italien (1921–1922) wurden von Kim Björklund in einem Buch mit dem Titel Italia la Bella, Arkitekterna Hilding och Eva Ekelunds resedagbok 1921–1922 zusammengestellt.
Die Ehepartner gründeten 1927 ein Architekturbüro in Helsinki. Gemeinsame Arbeiten sind kaum bekannt, einige Wettbewerbserfolge sind dokumentiert. Von 1936 bis 1966 war Kuhlefelt-Ekelund bei der Wohnungsbaugesellschaft Bostadsföreningen för Svensk–Finland beschäftigt und entwickelte Typenhäuser für die schwedischsprachigen Gebiete Finnlands. Bereits 1932 hatte sie gemeinsam mit Elsi Borg erste Systemzeichnungen für Kücheninterieurs angefertigt.
Eva Kuhlefelts Interesse am Wohnungsbau wird auch an ihrer Teilnahme bei verschiedenen Wohnungsbau–Wettbewerben in den 1940er Jahren deutlich. Am HAKA-Wettbewerb 1940 nahm sie zusammen mit ihrem Mann und der Architektin Marianne Granberg teil. Bei einem Wettbewerb für den Entwurf standardisierter Holzhäuser wurden alle Preise von Architektinnen gewonnen: Der 1. Preis ging an Marjatta Korvenkontio, der 2. Preis an Marja Pöyry und der 3. Preis an Marianne Granberg und Eva Kuhlefelt-Ekelund. Das Ergebnis zeigte, dass sich viele Architektinnen insbesondere im damaligen ländlichen Wohnungsbau betätigten. 
Zu Eva Kuhlefelt-Ekelunds weiteren Werken gehört die Schule Privata svenska flickskolan (schwedisch, deutsch Private schwedische Mädchenschule) im Helsinkier Stadtteil Tölö (finnisch Töölö). In Finnland war im Jahr 1921 ein neues Bildungsgesetz in Kraft getreten. Danach garantierte der Staat eine kostenlose Grundschulbildung bis zum Alter von 6 Jahren. Für alle Kinder zwischen 7 und 13 Jahren wurde die Schulpflicht eingeführt. Das Gesetz musste in städtischen Gemeinden innerhalb von 5 Jahren und in ländlichen Gebieten innerhalb von 16 Jahren umgesetzt werden. Nach einem Wettbewerbsgewinn Eva Kuhlefelt-Ekelunds konnten die Planungen und Bauarbeiten zwischen 1928 und 1929 durchgeführt werden. Das Gebäude gilt als vorbildliches Beispiel für den nordischen Klassizismus.
Außerdem entwarf Kuhlefelt-Ekelund Altenheime in ihrem Geburtsort Lovisa (1920) und dem Helsinkier Stadtteil Kottby (finnisch Käpylä), das Herrenhaus Marieberg in Lappträsk (finnisch Lapinjärvi), einen Kindergarten in Ekenäs, eine Kapelle in Pernå (1933) und mehrere Villen. Die Abtei Lärkkulla in Karis (bis 1948–1950) bearbeitete sie gemeinsam mit ihrem Ehemann.
Eva Kuhlefelt starb 1984 mit 91 Jahren in Helsinki. Ihr Ehemann starb 1983. In ihrem Testament stifteten die Ekelunds einen Wohn-Fonds für Forschende und Studierende der Literatur in Helsinki.
Die Kuhlefelt-Ekelund-Sammlung im finnischen Architekturmuseum enthält Zeichnungen von Grabmälern und Gutsgärten, die Eva Kuhlefelt in Zusammenarbeit mit anderen anfertigte. Ihr erstes Werk, der Kriegsgräber–Gedenkfriedhof in Lovisa, gehörte zu den herausragenden Entwürfen der damaligen Zeit in Finnland. Das Dokumentationsmaterial im Architekturmuseum umfasst auch wohnlich gestaltete Innenräume ihrer Typenhäuser. Die Grundrisse wurden farbig gestaltet und mit Tischen, Stühlen, Teppichen etc. ausgeschmückt.

## Schriften (Auswahl)
- Svenska Trädgårdskonsten (mit Elsi Borg), 1930